# Urberg
Urberg ist ein Ortsteil der Gemeinde Dachsberg (Südschwarzwald) im Landkreis Waldshut. Die Hauptortsteile sind Inner-Urberg im Bereich um die Kirche und Außer-Urberg sowie Schwand.

## Geografie
Urberg liegt auf 975 m Seehöhe zwischen zwei auf über 1000 m Höhe ansteigenden Kuppen in einer sich nach Süden öffnenden Talmulde. Zum bis ins Jahr 1971 selbstständigen Ort Urberg gehören auch die Dörfer und Weiler Schmalenberg, Rüttewies, Oberbildstein, Höll, Schwand und Oberkutterau. Während alle übrigen auf dem Hochplateau liegen, befindet sich der kleine Ortsteil Oberkutterau im Albtal, an den Albsee angrenzend, auf ca. 650 m Höhe.

## Geschichte und Bergbau
Urberg wurde 1237 erstmals urkundlich erwähnt. Es gibt aber Erkenntnisse, dass seine Ursprünge in das 11. Jahrhundert zurückgehen. Der Bergbau auf Blei- und Silbererze ist ab 1328 nachweisbar. Die heutige Pfarrkirche St. Peter und Paul birgt einen Altar aus der Mitte des 17. Jahrhunderts, der aus dem im Jahr 1768 abgebrannten neuen Münster in St. Blasien stammen soll.
Angeblich schenkte Kaiser Otto II. im Jahr 983 dem Kloster St. Blasien die Hochtäler Bernau, Menzenschwand, die Vogtei Blasiwald und die Dörfer Urberg und Höchenschwand. Urkundlich belegt ist der Ort „Urberc“ jedoch erst seit dem Jahr 1237. Bereits früh wurde in der Gegend um Urberg Blei- und Silbererz abgebaut. In unmittelbarer Nähe der Ortschaft Urberg erhob sich auf dem Bildsteinfluh die Burg Bildstein. Sie wurde vermutlich ursprünglich zum Schutz des seit 1328 nachgewiesenen Blei- und Silberbergbaus angelegt. Mit dem Bau der Anlage auf dem Bildsteinfluh konnte die bedeutende Silbergrube des Hotzenwalds, der Ruprechtstollen auf dem Ruprecht-Gangzug, geschützt werden. Noch im 19. Jahrhundert soll von der Anlage noch reichlich Mauerwerk gestanden haben, das jedoch gänzlich verschwunden ist.
Eine Kirche ist in Urberg seit 1318, eine Pfarrei seit 1241 nachweisbar. Zu ihrem Seelenheil überließen ihr Hugo (der jüngere) von Tiefenstein und seine Frau Agenes von Tiefenstein alle ihre Rechte, die ihnen über die in Urberg und im Bann des Dorfs gelegenen Güter zustanden.
Urberg hatte somit auch einen Ortsadel. Die erste urkundliche Erwähnung der Herren von Urberg geht auf einen „Gotfridus plebanus de Urberc“ im Jahre 1241 zurück. In einer Urkunde des Abts des Klosters St. Peter aus dem Jahr 1237 erscheinen „Volchardi et Hainrici Fromanni de Vrberge“.
1253 und 1279 wurden „Erlawinus“ und „Henricus von Bildstein“ genannt, die wohl demselben Geschlecht zuzuordnen sind. 1245 wurde ein „Volchardus de Urberc“ genannt.
1260 erschien auch ein Ulrich von Urberg urkundlich, den Martin Gerbert für den Bruder des Oberrieder Priors Johanns von Urberg hält. Johannes von Urberg war Bürger von Säckingen, wie aus einer Urkunde aus dem Jahr 1276 hervorgeht, darin heißt es: „Johannes von Urberc, bürger zu Sackingen“.

### Die Herren von Urberg und das Kloster Oberried im Breisgau
Das Kloster Oberried wurde ursprünglich von Stiftsdamen des Klosters Günterstal betrieben. Das Land, auf dem die Zisterzienserinnen das Kloster 1237 errichteten, war den Herren Schnewlin als Lehen des Klosters St. Gallen übertragen worden. Nachdem das Stift nach schwierigen Jahren in der Einöde bereits 1249 von den Stiftsdamen wieder aufgegeben worden war, bat Johannes von Urberg darum, den Klosterbetrieb für die Wilhelmiten wieder aufnehmen zu dürfen. Diese Bitte wurde ihm gewährt, worauf er in mühevoller Arbeit das Kloster wieder einrichtete und diesem von 1255 bis etwa 1295 als Prior vorstand. Johannes von Urberg wurde noch 1308 als „brueder Johannes von Urberg, prior ze Oberriet“ genannt. In derselben Urkunde erscheint jedoch sein Bruder Volkart auch als Prior („bruder Volkart, prior ze Oberriet“). Johann hatte demnach wahrscheinlich abgedankt. Das Geschlecht der Herren von Urberg blieb dem Kloster Oberried auch danach treu. Der aus dem Freiburger Adelsgeschlecht Geben stammende Johannes (auch Lülech genannt) war mit Guota von Urberg verheiratet. Zwei Töchter aus dieser Ehe, Margaretha und Elisabeth, die den Übernamen Lüllech trugen, sind als Stiftsdamen des Klosters Günterstal urkundlich bekannt. 1344 war ein Jacob Geben Mönch im Kloster Oberried. Der gleichnamige Sohn des Johannes Geben war mit der Tochter des Ritters Egelolf Küchlin, Er trug den Übernamen Schüser und wurde 1342 als Vogt des Klosters Oberried genannt. Aus diesem Zweig  entwickelte sich das Geschlecht Schäfer, das noch im Gebiet der ehemaligen Grafschaft Hauenstein lebt.

### Urberg und St. Blasien
Urberg war bis 1597 Gerichtsort, dessen niedere Gerichtsbarkeit nach dem Fall der Tiefensteiner an die Habsburger gelangte. Als nach der Fehde mit den Tiefensteinern die Habsburger die von ihnen zerstörte Klosterzelle Neuenzelle bei Ibach wieder aufbauen ließen, wurde diese mit Einkünften von Bannholz, Birkingen, Brunnadern, Eschbach, Gaiß, Görwihl, Happingen, Hochsal, Kuchelbach, Rotzel, Rotzingen, Oberalpfen, Strittmatt, Unteralpfen, Wilfingen, Wittenschwand, Wolpadingen und Urberg ausgestattet.  Herzog Leopold von Österreich übergab schließlich die Neue Zelle dem Kloster St. Blasien, behielt aber das Vogteirecht. Die dort zahlreich ansässigen Freibauern konnten nach wie vor uneingeschränkt über ihre Freigüter verfügen. Dieses Freibauerntum versuchte das Kloster St. Blasien mit allen Mitteln zu unterbinden, was zu zahlreichen Konflikten mit den Bewohnern der Gegend führte.

### Eingemeindung
Am 1. Januar 1971 bildete Urberg zusammen mit drei weiteren Gemeinden die neue Gemeinde Dachsberg (Südschwarzwald).

## Wirtschaft und Tourismus

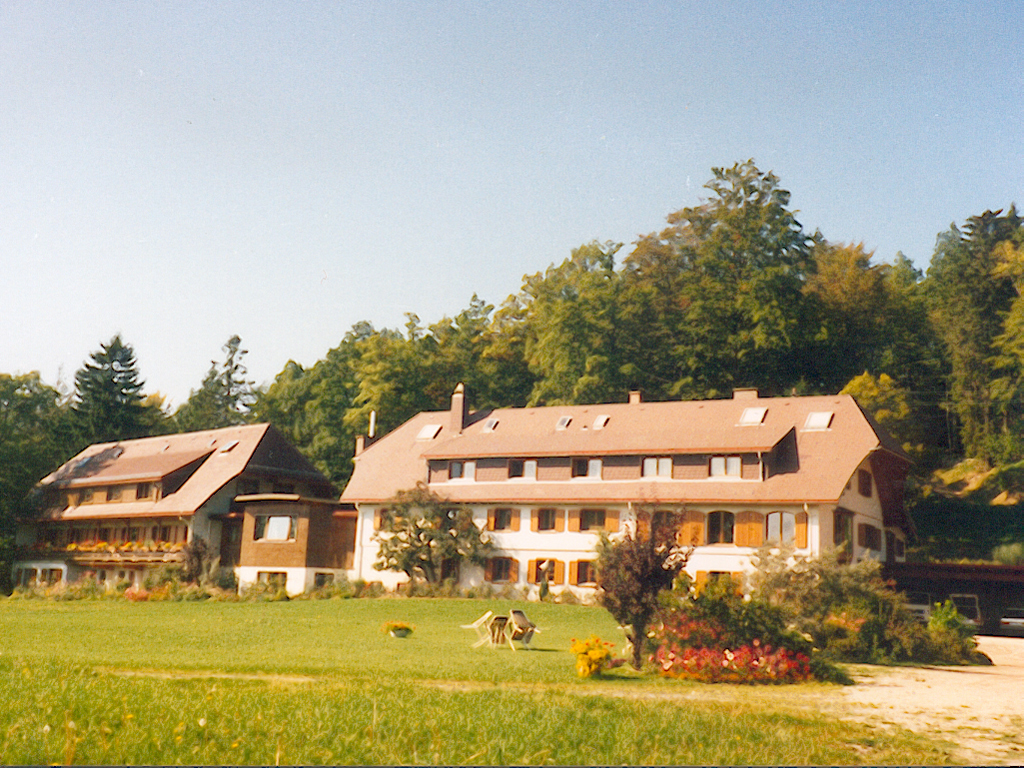
Blick vom Garten auf den Studenhof

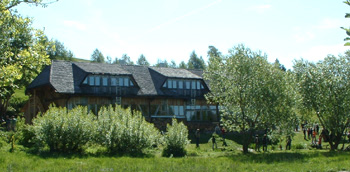
Gebäude der Freien Waldorfschule Dachsberg in Urberg

Entstanden ist der Ort als Bergbausiedlung, die Grube neue Hoffnung Gottes wurde im 18. Jahrhundert neu aufgefahren und war bis in die Neuzeit in Betrieb, sie förderte Fluss- und Schwerspat.
In Urberg gibt es keine Industrie, jedoch mehrere Handwerksbetriebe, Dienstleister, Landwirtschaft, ein Schullandheim und Anbieter von Ferienwohnungen. Geprägt ist der ursprünglich eher wenig begüterte Ort vor allem durch die Forst- sowie Viehwirtschaft, die immer mehr abnimmt, sowie einem Neubaugebiet, das von Menschen aus allen Gegenden Deutschlands bewohnt wird.
Überregional bekannt ist der Goldenhof, ein biologisch-dynamisch bewirtschafteter Bauernhof, der auch die Freie Waldorfschule Dachsberg beheimatet. Zu nennen ist auch die Kurklinik Studenhof.

## Vereine
Das öffentliche Leben in Urberg wird durch die Vereine geprägt. Die Freiwillige Feuerwehr Urberg feierte im Jahre 2002 ihr 50-jähriges Bestehen. Der Musikverein Urberg, erstmals 1842 urkundlich erwähnt, feiert im Jahre 2017 das 175-jährige Vereinsjubiläum.

## Sehenswürdigkeiten
In Urberg ist besonders das Mineralienmuseum sehenswert. Es ist von Ende April bis Anfang November  donnerstags und sonntags von 14 bis 16 Uhr geöffnet, außerdem in den Weihnachts-, Fastnachts- und Osterferien. Sonderöffnungen für Gruppen und Schulklassen sind jederzeit möglich.
Empfehlenswert ist auch eine Wanderung auf dem Bergbaupfad bei Rüttewies, der entlang ehemaliger Pinge und Verhaue des mittelalterlichen Tagebaus vorbei am Ruprecht-Gangzug führt. Man findet dort außergewöhnliche Mineralien. Die Grube Gottesehre wurde bis in die Neuzeit betrieben, dort wurde zuletzt Flussspat und Baryt abgebaut; es war das größte Bergwerk auf dem Ruprecht-Gangzug. Eine Einrichtung als Besucherbergwerk konnte nicht umgesetzt werden.
Ein Ausflugsziel ist der 1085 m hohe Bildstein-Felsen mit Blick in das Albtal. Er ist nach kurzer Wanderung von Außer-Urberg zu erreichen. Das 2001 eröffnete Mineralienmuseum gewährt einen Einblick in die Arbeit im ehemaligen Fluss- und Schwerspatbergwerk Gottesehre in Höll-Bildstein.